# Пеганка
Пега́нка, или атайка (лат. Tadorna tadorna), — крупная водоплавающая птица семейства утиных, отличающаяся характерным оперением с сочетанием белого, рыжего, серого и чёрного цветов. В систематике занимает промежуточное положение между гусями и типичными утками, внешним обликом и поведением напоминая обе эти группы птиц. Обычный, местами многочисленный вид. На территории Евразии две разделённые между собой популяции с различными условиями обитания: первая гнездится на морских побережьях Европы, а вторая на больших открытых озёрах с солёной или солоноватой водой в засушливых регионах Центральной Азии. В России распространена на островах Белого моря и на юге страны в полосе степей и лесостепей.
В зависимости от области обитания оседлый, перелётный либо частично перелётный вид. Гнездится на берегу водоёма либо на небольшом расстоянии от него. Гнездится в апреле — июле. Гнездо устраивает в ямке, в старых норах других животных, иногда в пустотах дерева или искусственных сооружений. В кладке обычно 8—10 яиц сливочно-белого цвета без рисунка. Появившиеся на свет птенцы покрыты пухом и вполне самостоятельны, кормятся вместе с родителями на водоёмах. Питается мелкими рачками, моллюсками, водными насекомыми. Не боится человека и подпускает к себе на близкое расстояние.

## Описание

### Внешний вид

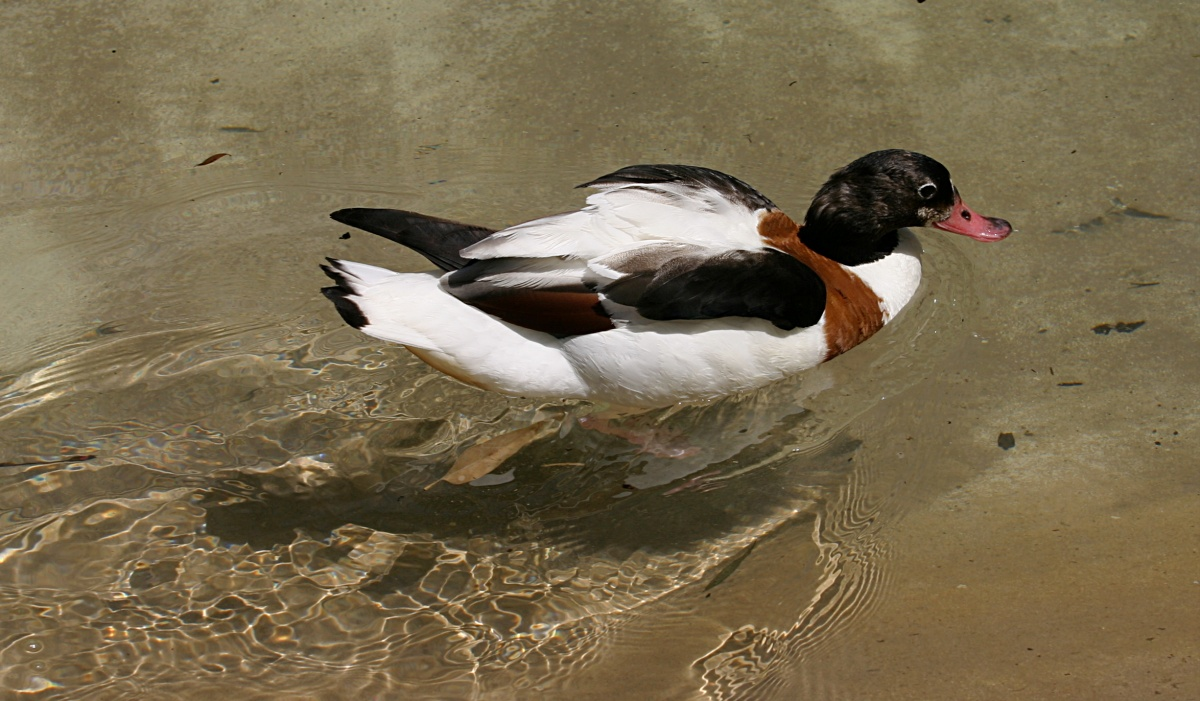
Самка

Довольно крупная утка с удлинёнными шеей, головой и ногами, заметно крупнее кряквы, но немного меньше огаря. Длина 58—67 см, размах крыльев 110—133 см, масса самцов 0,8—1,5 кг, масса самок 0,5—1,3 кг. Хорошо определяется даже с дальнего расстояния благодаря пегому — яркому разноцветному окрасу, непохожему ни на один другой вид птиц.
Общий фон оперения белый, на котором контрастно выделяются чёрная с зелёным металлическим отливом голова, ярко-красный клюв, рыже-каштановая перевязь от груди к лопаткам, чёрные полосы на лопатках и посередине брюха, и чёрные маховые первого и второго порядков. Подхвостье с небольшим светло-коричневым налётом. На второстепенных маховых зелёные внешние опахала образуют зеркало — отличительный признак рода пеганок. Рулевые хвоста белые с чёрными окончаниями. Радужина красно-бурая, ноги розовые. Половой диморфизм выражен незначительно. Самец несколько крупнее самки и имеет красный шишковидный нарост на надклювье, более ярко выраженный в брачный сезон. Кроме того, у самки белое кольцо пёрышек вокруг глаза. Молодые птицы похожи на самку, отличаясь от неё курносым клювом и отсутствием зеркала на крыле. 
Монотипичный вид.

### Голос
Голосистая утка. Вокализация заметно различается у самцов и самок. Весной селезень издаёт высокий свист, что-то похожее на «дью-дью-дью», часто на лету во время погони за самкой. Другой характерный крик самца — глухое двусложное «га-га..га-га..га-га», повторяемое несколько раз. У самки низкое гнусавое кряканье «гагагага…», издаваемое многократно и также часто в воздухе. При этом самка способна произнести до 12 слогов за секунду, что создаёт эффект трели. Потревоженная самка раскатисто и двусложно кричит «гаак-гаак».

### Передвижения
Много времени проводит на берегу, в период размножения часто на расстоянии нескольких километров от водоёма. По земле передвигается легко и быстро, при необходимости бегает, при этом туловище держит горизонтально — такое поведение больше характерно для гусей, добывающих себе корм в траве, чем для неуклюжих типично водных уток. Полёт прямой, по сравнению с утками более медленный, с редкими взмахами крыльев. На пролёте держится клином либо развёрнутым фронтом. Хорошо плавает, но практически не ныряет, за исключением птенцов и раненых птиц, на воде держится высоко.

## Распространение

### Гнездовой ареал

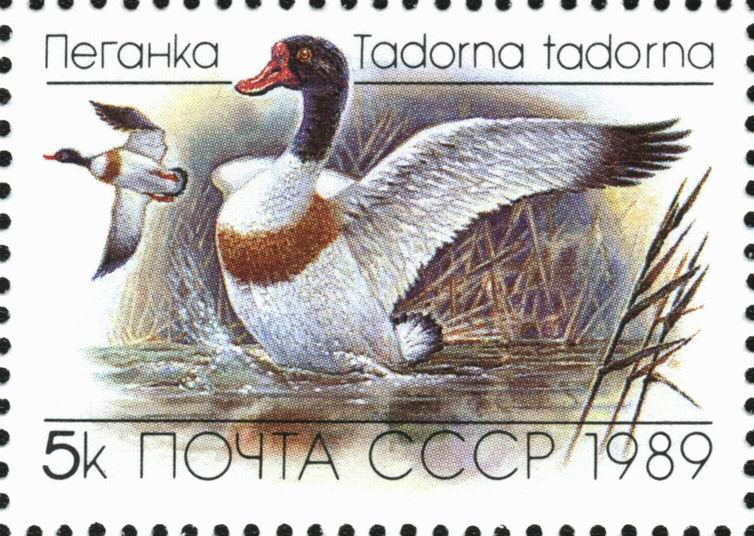
Марка СССР Утки. Пеганка

На северо-западе Европы гнездится на морском побережье от дельты Луары на восток до Эстонии, южной Норвегии и южной Швеции, в том числе на Британских островах, островах Эланд и Готланд. На севере устраивает гнездовья на островах Онежской губы Белого моря. На юге Европы ареал спорадичен и включает отдельные гнездовые участки в дельте Роны, на севере Адриатики и побережье Эгейского моря. Восточнее область распространения более обширная и охватывает северные берега Чёрного и Азовского морей, степную зону Европейской части России и Центральной Азии на восток до Маньчжурии. Изолированные популяции имеются в Турции, Иране и Афганистане.
В Норвегии и Швеции к северу до 69° с. ш., в бассейнах Волги и Урала до 52° с. ш., в Западной Сибири до 55° с. ш., в Минусинской котловине до 55° с. ш., восточнее граница проходит в области южного Забайкалья по низовьям Чикоя и Аргуни и по северо-западной части северо-восточного Китая. К югу до Ирака, южного Ирана, южного Афганистана, южного Таджикистана, китайских провинций Синьцзян, Цинхай, Ганьсу и южной части Внутренней Монголии.

### Перемещения
Пеганка — одна из немногих видов птиц, которые совершают регулярные сезонные миграции на период послебрачной линьки, во время которой в течение 25—31 дней утрачивают способность к полёту. Ещё задолго до того, как подросшие птенцы готовы к самостоятельной жизни, часть взрослых птиц срывается с места и перемещается за сотни километров от гнезда. Известны считанные места линных скоплений птиц, самое крупное из которых находится на небольшом необитаемом острове Кнехтзэнде (нем. Knechtsände) в дельте рек Везер и Эльба — в июле-августе здесь концентрируется более 100 тыс. особей со всей северной и северо-западной Европы. Среди других заметных участков скоплений — залив Бриджуотер в Англии на берегу Ла-Манша, где ежегодно собирается 3—4 тыс. птиц. На других стоянках птиц значительно меньше, их количество обычно не превышает нескольких сотен. На востоке Европы линяющие пеганки концентрируются в районе Центрального Сиваша. Первые взрослые птицы появляются в этих колониях в июле, а в начале августа количество птиц достигает максимума. По окончании линьки часть птиц возвращается к местам гнездовий, а другая часть из более холодных регионов перемещается в места зимовок либо рассеиваются.
На северо-западе Европы большинство пеганок зимует в местах гнездовий, однако в суровые зимы птицы из Нидерландов и Дании перемещаются на запад, главным образом на побережья Британских островов и во Францию. Более восточные и северные популяции Европы, включая восточную Германию, Прибалтику, Скандинавию и северо-запад России, считаются типично перелётными птицами, перемещаясь в том же западном направлении. Часть птиц достигает Пиренейского полуострова, Италии и Северной Африки. Популяции Средиземного и Чёрного морей обычно остаются зимовать в местах гнездовий, но в отдельные холодные годы совершают дальние перелёты. Пеганки, гнездящиеся на внутренних водоёмах Турции и Центральной Азии, мигрируют в Египет, на берега Каспия, в северо-западный Иран, северную Индию и китайское побережье Жёлтого моря.

### Местообитания
Биотопы — обнажаемые во время отлива мелководные морские побережья, эстуарии с илистыми или песчаными берегами, открытые и пологие берега озёр с солёной или солоноватой водой в полосе степей и полупустынь. В Азии изредка селится на пресноводных водоёмах. Во время прилива иногда удаляется от берега и отдыхает на прилегающих к побережью территориях. Во время перелёта иногда останавливается на водопой на водоёмах с пресной водой.

## Размножение

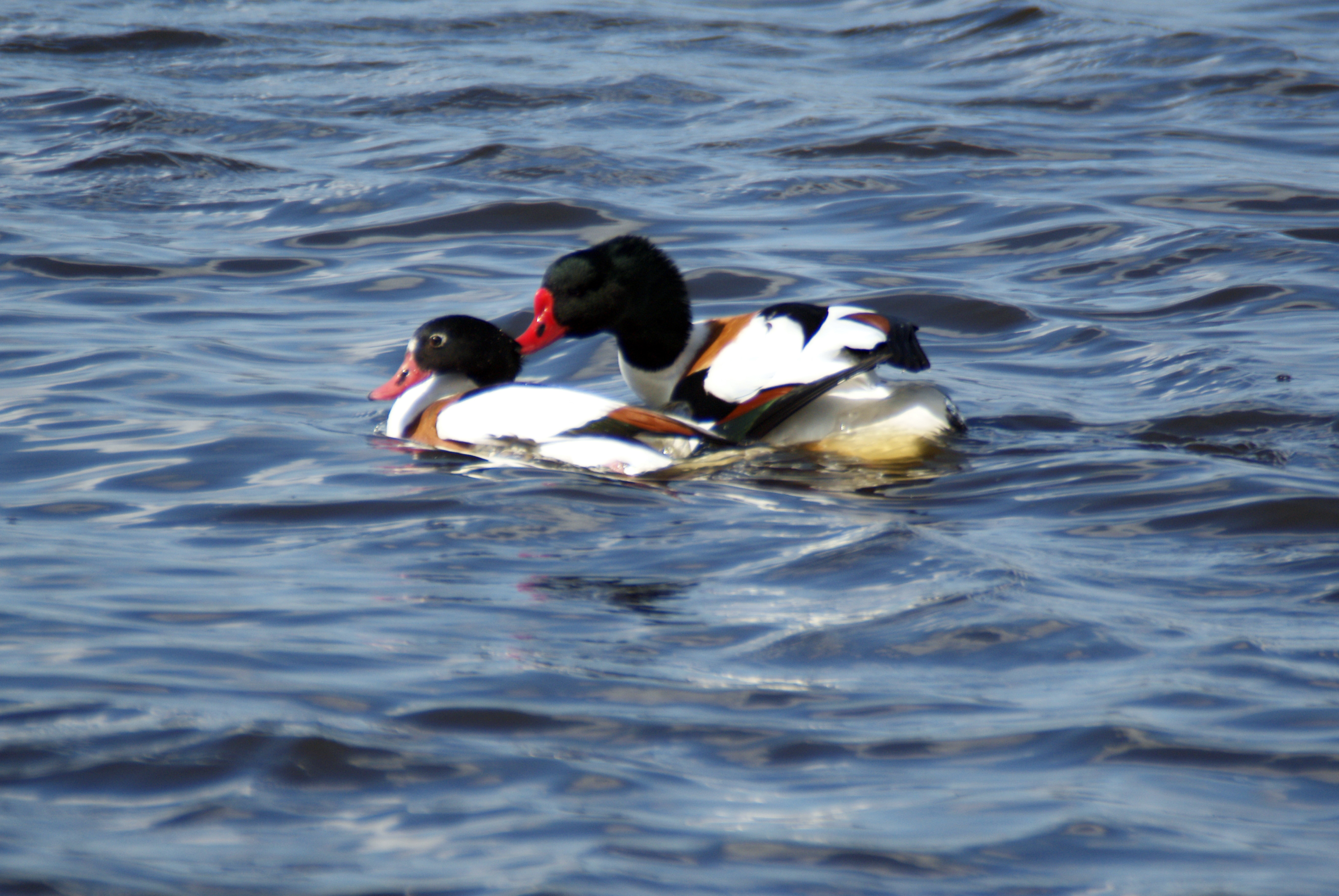
Ухаживание за самкой

Половая зрелость у самок наступает в возрасте 2 лет, у самцов в возрасте 4—5 лет. В начале сезона размножения стаи пеганок быстро распадаются и разбиваются на пары, при миграции их формирование происходит ещё в местах зимних стоянок — на пролёте самец и самка держатся вместе. К местам гнездовий птицы прибывают достаточно рано, в конце марта или начале апреля, когда среди снежного покрова только появляются первые проталины. На месте селезень ведёт себя демонстративно: гоняется за самкой, вытягивает вверх шею, растопыривает крылья и издаёт высокие свистящие звуки. Между самцами нередки драки за право на территорию, во время которых противники встают друг напротив друга, опускают клюв и стараются спихнуть соседа, толкая его зобом. Если одна из птиц отступает, то вторая стремится ущипнуть её за шею. Самки никогда в драку не вступают. Спаривание обычно происходит на мелководье, но иногда и на суше.
Гнездится парами или небольшими рассеянными колониями, иногда на расстоянии до нескольких километров от водоёма. Размножение начинается позже остальных уток — в апреле или мае, место для гнезда и его обустройством занимается самка. Гнездо обычно устраивается в каком-нибудь наземном или подземном укрытии — в пустотах старого дерева или заброшенной постройки, под стогом сена, копной соломы, часто в норе. В последнем случае часто используются старые норы млекопитающих — зайца, дикобраза, лисицы, корсака, барсука, сурка, до 3—4 м длиной. При дефиците подходящих мест гнездо может быть расположено открыто на земле, под покровом какого-нибудь кустика, либо выкопано самостоятельно в мягком грунте. Соседние гнёзда могут располагаться на небольшом расстоянии расстоянии друг от друга, однако встретившиеся самцы ведут себя агрессивно. Изнутри гнездо выстилается сухой травой и обильно серовато-белым пухом.

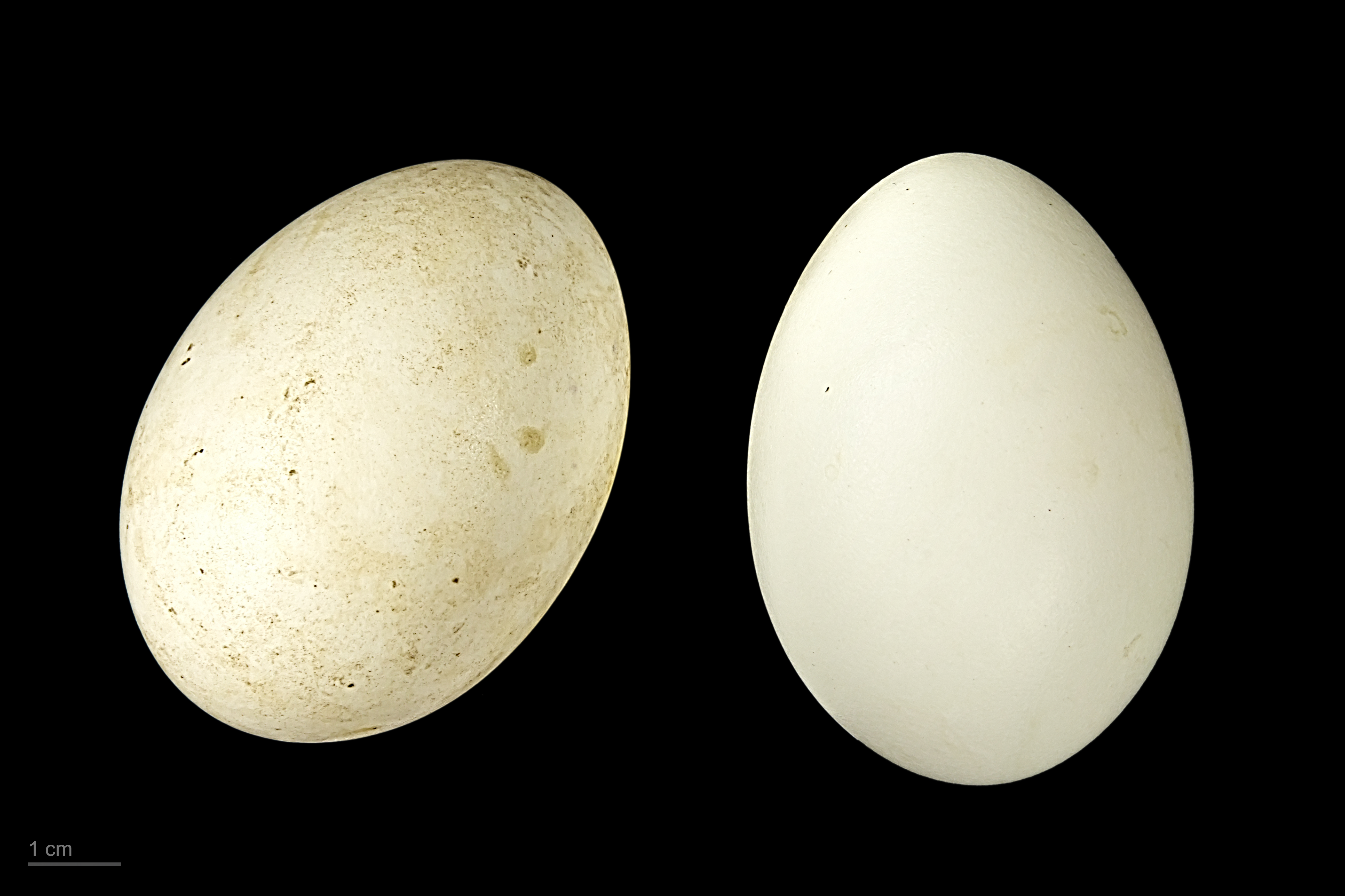
Яйца пеганки (Тулузский музей)

В кладке 3—12 (обычно 8—10) яиц с блестящей скорлупой сливочно-белого цвета, иногда с лёгким охристым оттенком. Иногда в одном гнезде случаются и более крупные кладки, состоящие из яиц двух и более самок. Насиживает одна самка в течение 29—31 дня, начиная с последнего яйца. В начале насиживания самка часто покидает гнездо, укрыв кладку пухом, и кормится у воды, а ближе к концу инкубации сидит плотно. Самец, как правило, находится поблизости, охраняет территорию и при приближении хищника или человека шумно взлетает, хлопая крыльями. Потревоженная самка покидает гнездо и присоединяется к самцу. Обе птицы вначале кружат вокруг пришельца, а затем окончательно покидают гнездо и улетают. Птенцы появляются синхронно и, едва обсохнув, следуют за родителями к воде. Это довольно опасный для них период, особенно если гнездо находится в отдалении от берега и путь лежит через открытые пространства. В это время они часто становятся добычей чаек, врановых и других хищных птиц. Почти с самого начала птенцы способны самостоятельно добывать себе корм. Через 15—20 дней выводки из разных гнёзд объединяются, и нередко можно наблюдать картину, когда несколько взрослых птиц сопровождают сотни разновозрастных утят. Иногда эту многочисленную компанию охраняют родители одного из выводков, а иногда и чужие птицы, оставшиеся без потомства. Остальные взрослые птицы покидают гнездовья навсегда и улетают в места сезонной линьки. На крыло птенцы становятся в возрасте около 45—50 дней. В отличие от большинства уток (но не гусей), селезень принимает участие в воспитании птенцов, однако чаще всего покидает гнездо раньше самки. Максимально известный возраст — 24 года и 9 месяцев — был зарегистрирован на Британских островах.

## Питание
Рацион состоит преимущественно из продуктов животного происхождения. Питается мелкими ракообразными, моллюсками, водными насекомыми и их личинками. Состав кормов может меняться в зависимости от района обитания. На побережье северной Атлантики до 90 % рациона составляют мелкие литоральные улитки Hydrobia ulvae. На берегах Чёрного и Азовского морей, а также на внутренних водоёмах Азии немалую долю занимают рачки артемии (Artemia salina) и личинки комаров-толкунцов (Tendipes). Изредка употребляет в пищу икру и мальков рыб, дождевых червей. Зимой в небольшом количестве употребляет в пищу вегетативные части растений и водоросли.
На морском берегу утка часто кормится во время отлива, когда уходящая вода обнажает илистое дно, на котором остаются животные организмы. Пеганка буквально «косит» мутные илистые отложения — вытягивает шею и поворачивает её вправо и влево, пропуская через клюв всю грязь. На внутренних водоёмах добывает корм на плаву, но в отличие от большинства уток не ныряет.